# 데이터 비닝
데이터 비닝(Data binning)은 사소한 관측 오차의 영향을 줄이는 데 사용되는 데이터 전처리 기술이다. 특정 작은 간격(빈)에 속하는 원래 데이터 값은 해당 간격을 나타내는 값(종종 중심경향치(평균값 또는 중앙값))으로 대체된다. 이는 양자화와 관련이 있다. 데이터 비닝은 가로축에서 작동하고 양자화는 세로축에서 작동한다. 비닝은 반올림을 일반화한 것이다.
통계 데이터 비닝은 다소 연속적인 값의 수를 더 적은 수의 "빈"으로 그룹화하는 방법이다. 예를 들어, 한 그룹의 사람들에 대한 데이터가 있는 경우 그들의 연령을 더 작은 수의 연령 간격으로 정렬할 수 있다(예: 5년마다 그룹화). 또한 한 번에 여러 차원을 구간화하여 다변량 통계에 사용할 수도 있다.
디지털 화상 처리에서 "비닝"은 매우 다른 의미를 갖는다. 픽셀 비닝은 판독 중이나 판독 후에 해당 값을 합산하거나 평균화하여 이미지 전체에서 인접한 화소 블록을 결합하는 프로세스이다. 데이터 양이 줄어든다. 또한 결과의 상대적 소음 수준도 더 낮다.

## 같이 보기
- 중도절단
- 히스토그램
- 측정 수준
- 양자화 (정보 이론)
- 반올림